# Municipio de Crate
El municipio de Crate (en inglés, Crate Township) es un municipio del condado de Chippewa, Minnesota, Estados Unidos. Tiene una población estimada, a mediados de 2023, de 192 habitantes.
Abarca una zona exclusivamente rural.

## Geografía
Está ubicado en las coordenadas 45°1′1″N 95°25′23″O / 45.01694, -95.42306. Según la Oficina del Censo, tiene una superficie total de 93.13 km², de los cuales 93.11 km² corresponden a tierra firme y 0.02 km² están cubiertos de agua.

## Demografía
Según el censo de 2020, en ese momento había 194 personas residiendo en la zona. La densidad de población era de 2.1 hab./km². El 95.36 % de los habitantes eran blancos, el 1.55 % eran afroamericanos, el 1.55 % eran de otras razas y el 1.55% eran de una mezcla de razas. Del total de la población, el 2.06 % eran hispanos o latinos de cualquier raza.